# Edgar Zoller
Edgar Zoller (* 18. Januar 1958) ist ein ehemaliger deutscher Fußballspieler.

## Karriere
Zoller wechselte zur Saison 1980/81 der 2. Bundesliga Nord vom SC Fortuna Köln zum VfB Oldenburg. In dieser Spielzeit bekam er beim 6:2-Sieg über Rot-Weiß Lüdenscheid seinen ersten Einsatz. Insgesamt kam er in dieser Saison auf 24 Einsätze, in denen er zwei Tore erzielte. Zum Ende der Saison 1980/81 stieg der VfB Oldenburg in die drittklassige Oberliga Nord ab, wo Zoller in der Spielzeit 1981/82 in 32 Spielen eingesetzt wurde.
Anschließend verließ Zoller den VfB und schloss sich für ein Jahr dem 1. FC Saarbrücken an, mit dem er in der Saison 1982/83 den Aufstieg aus der Oberliga Südwest in die 2. Bundesliga verzeichnete. Zur Saison 1983/84 wechselte Zoller zurück nach Oldenburg, wo er auf 26 Einsätze mit zwei Torerfolgen kam. In den folgenden Saisons lief er durchgehend in der Oberliga für seinen Verein auf und gehörte auch im DFB-Pokal stets zum Aufgebot. Nach der Saison 1989/90 nahm Zollers Mannschaft an der Aufstiegsrunde zur 2. Bundesliga teil. Hier kam er in beiden Spielen gegen Arminia Bielefeld zum Einsatz. Am Ende konnte sich sein Verein für die zweite Liga qualifizieren. In den vielen Jahren in der Oberliga sammelte Zoller bei Oldenburg 211 Einsätze sowie 13 Tore. In der Saison 1991/92 kam er nur noch sporadisch zum Einsatz. In dieser Saison schaffte der Verein sogar die Teilnahme an der Aufstiegsrunde zur Fußball-Bundesliga. Diesen verpasste die Mannschaft allerdings. Zoller kam in der Runde in der Partie gegen Bayer 05 Uerdingen (1:1) als Einwechslung für Joachim Gehrmann in der 81. Minute zum Einsatz.